# Michel Vautrot
Michel Jean Maurice Vautrot (Saint-Vit, Borgoña-Franco Condado; 23 de octubre de 1945) es un exÁrbitro de Fútbol francés. Es conocido sobre todo por haber arbitrado cinco partidos de la Copa Mundial de la FIFA: dos en 1982 y tres en 1990. Arbitró la final de la Copa Intercontinental 1983 en el Estadio Nacional de Tokio entre el Hamburgo S.V. (Alemania Occidental) y el Grêmio F.B.P.A. (Brasil). Arbitró tres partidos del Campeonato de Europa, uno en 1984 y dos en 1988, incluida la final entre la Unión Soviética y Holanda. Además, arbitró la final de la Copa de Europa de 1986 entre el Steaua de Bucarest y el Barcelona.
En 1986, el presidente de la Roma, Dino Viola, fue sancionado por la UEFA por sobornar al árbitro Vautrot con 50 000 libras esterlinas antes del partido de semifinales de la Copa de Europa entre la Roma y el Dundee United en 1984. El Roma perdió la final en los penaltis contra el Liverpool.
En la semifinal de la Copa del Mundo de 1990 entre la anfitriona Italia y la vigente campeona Argentina, Vautrot jugó por error 8 minutos en la prórroga del primer periodo. Más tarde explicó que había olvidado comprobar su reloj.

## Honores
- Chevalier of the Ordre national du Mérite: 1983[2]
- Officier of the Ordre national du Mérite: 1996[2]
- Chevalier of the Légion d'honneur: 2006[3]
- Mejor árbitro del Mundo según IFFHS: 1988-1989